# Parque nacional natural Munchique
El parque nacional natural Munchique se encuentra ubicado al occidente de la ciudad de Popayán, capital del departamento del Cauca, Colombia, en jurisdicción del municipio de El Tambo. El parque se encuentra en la pendiente occidental de la cordillera Occidental de los Andes, Región Andina de Colombia.
Del Parque Nacional Natural Munchique nace el agua que  consumen cerca de 50.000 personas, pertenecientes al municipio del Tambo,Cauca. Si no se toman medidas que frenen el drástico deterioro del bosque, en un futuro la zona sur perderá el valioso líquido vital.

## Generalidades
Este parque natural toma su nombre del cerro Munchique, que permanece cubierto de nubes la mayor parte del año. Sin embargo, cuando está despejado, sobre todo en los meses de julio y agosto, permite desde sus estribaciones más altas, observar el océano Pacífico e incluso la isla Gorgona. Su territorio conformado por 44 000 hectáreas, corresponde a la zona sur de la región del Chocó biogeográfico, por lo cual cuenta con una gran lluviosidad especialmente entre febrero y abril.

## Clima

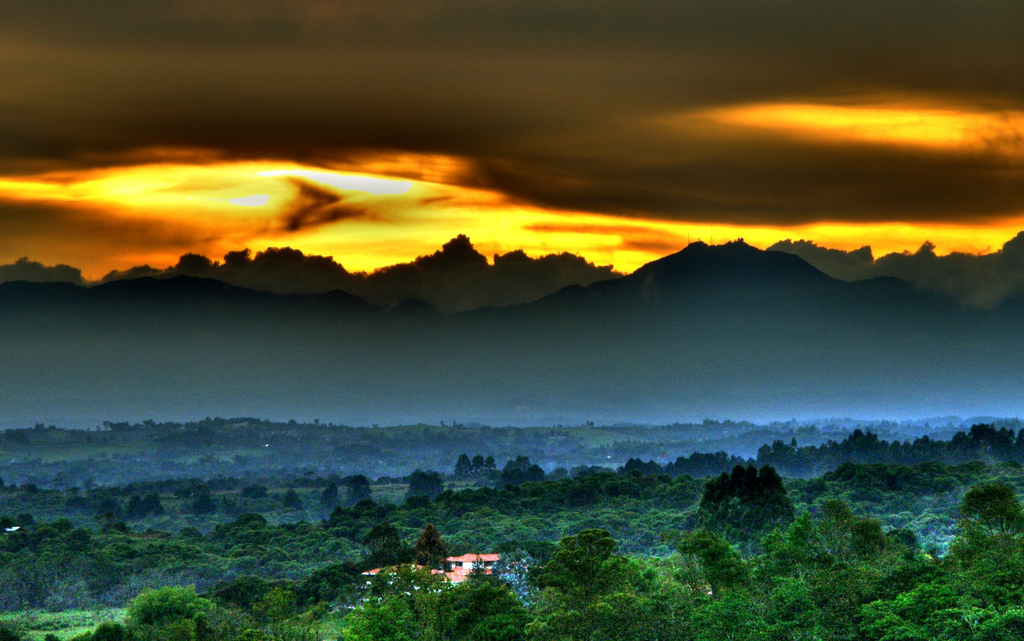
Un paisaje

Su temperatura varía entre los 8 y 9 °C en las partes más altas, y tiene un promedio de 27 °C, en las zonas bajas.
Los suelos del parque Munchique contienen ceniza volcánica, proveniente de las erupciones de la cordillera Central. Sus condiciones climáticas permiten que en su territorio se mezclen los tres tipos de selva húmeda, convirtiéndose en el hogar de una gran variedad de especies animales y vegetales.
En las zonas cálidas es posible encontrar árboles con una altura superior a los 40 metros, palmeras y arbustos de diversas clases. En los árboles grandes habitan diversas orquídeas, bromelias, y por lo menos unas 750 especies de anturios, característicos de los bosques nublados de Los Andes.
En el área del parque se encontró una especie de ave, Henicorhina negreti, descrita como "Nueva para la Ciencia" (new to science, en inglés) en 2003. Su nombre es posterior al que corresponde al área.

## Hidrografía
El parque contiene numerosas montañas, incluyendo el cerro del Munchique con 3.012 m s. n. m., por lo cual el ecosistema principal es el bosque de montaña. Varios afluentes del río San Juan del Micay fluyen a lo largo del parque, tales como los ríos San Joaquín y Aguaclara.

## Fauna
Entre los habitantes de este parque natural se cuenta el Tremarctos ornatus, puercoespín, tigrillos, tigres, cusumbos, osos hormigueros, perezosos, zorros, venados, ardillas, más de 70 especies de murciélagos, entre otros. También cuenta con una gran variedad de aves, unas 500 especies se refugian allí, entre ellas, el pájaro sombrilla, el águila solitaria, el colibrí de zamarros blanco (Eriocnemis mirabilis) endémico de esta región, el pájaro compás, y varias especies de quetzales del género Pharomachrus, cuya diversidad justificó la creación, en 1972 del Santuario de los Pharomachrus con una extensión de 3.000 hectáreas, que posteriormente llegó a ser parte del parque nacional. También hay variedad de serpientes, el sapo maboré, entre otros.

## Atractivos del lugar
Durante el siglo pasado el acceso a Munchique era difícil, pues la población de López de Micay se comunicaba con Popayán a través de un camino de herradura. Sólo a comienzos de este siglo se inició la colonización desde El Tambo hacia la cuenca del río San Joaquín, las poblaciones de Cocal y La Gallera. La penetración humana ha aumentado desde la construcción de la carretera que de Popayán comunica con El Tambo, La Uribe y La Gallera. Esto pone en peligro el equilibrio natural de la región pues se introducen los aserradores piratas y se inicia la caza de diversos animales.
Pese a todo, Munchique sigue siendo una de las reservas naturales menos visitadas por su difícil acceso. Campamentos turísticos En Popayán se puede conseguir diariamente, transporte público que conduzca a los visitantes hasta el caserío La Romelia, donde se encuentra ubicado el centro administrativo del parque Munchique. Aquí se tiene a disposición dos cabañas, cada una con capacidad para diez personas y área para acampar. Estas cabañas están equipadas con hornilla y estufa de gas.